# Persone di nome Ignazio
| Questa pagina contiene informazioni ricavate automaticamente dalle voci biografiche con l'ausilio del template Bio e di un bot. L'aggiornamento è periodico e automatico e ricostruisce completamente la pagina. Se manca una persona in questa lista, sei pregato di non aggiungerla, ma accertati piuttosto che la sua voce biografica contenga il template Bio e che i dati anagrafici siano correttamente compilati. Se il template Bio manca, inseriscilo tu stesso o, in alternativa, metti l'avviso {{tmp\|Bio}} che ne segnala la mancanza. Se i dati riportati sono sbagliati, correggi direttamente la voce biografica; le modifiche saranno visibili in questa lista entro pochi giorni. Per chiarimenti vedi il progetto antroponimi. La lista contiene solo le 204 persone che sono citate nell'enciclopedia e per le quali è stato implementato correttamente il template Bio. Pagina aggiornata al 22 lug 2025. |

Questa è una lista di persone presenti nell'enciclopedia che hanno il nome Ignazio, suddivise per attività principale.

## Allenatori di calcio(2)
- Ignazio Abate, allenatore di calcio e ex calciatore italiano (Sant'Agata de' Goti, n. 1986)
- Ignazio Arcoleo, allenatore di calcio e ex calciatore italiano (Palermo, n. 1948)

## Alpinisti(1)
- Ignazio Piussi, alpinista italiano (Pezzeit, n. 1935 - Gemona, † 2008)

## Archeologi(1)
- Ignazio Paternò Castello, archeologo e mecenate italiano (Catania, n. 1719 - Catania, † 1786)

## Architetti(5)
- Ignazio Renato Birago di Borgaro, architetto italiano (Torino, n. 1721 - Torino, † 1783)
- Ignazio Galletti, architetto italiano (n. 1726 - † 1791)
- Ignazio Gardella senior, architetto italiano (Genova, n. 1803 - Genova, † 1867)
- Ignazio Greco, architetto italiano (Palermo, n. 1830 - Palermo, † 1910)
- Ignazio Guidi, architetto e urbanista italiano (Roma, n. 1904 - Roma, † 1978)

## Arcivescovi cattolici(4)
- Ignazio Bedini, arcivescovo cattolico e missionario italiano (Prignano sulla Secchia, n. 1939)
- Ignazio Cannavò, arcivescovo cattolico italiano (Fiumefreddo di Sicilia, n. 1921 - Aci Sant'Antonio, † 2015)
- Ignazio Maloyan, arcivescovo cattolico armeno (Mardin, n. 1869 - Çınar, † 1915)
- Ignazio Sanna, arcivescovo cattolico e teologo italiano (Orune, n. 1942)

## Arcivescovi ortodossi(2)
- Ignazio IV Hazim, arcivescovo ortodosso siriano (Mhardeh, n. 1921 - Beirut, † 2012)
- Ignazio Elia III, arcivescovo ortodosso ottomano (Mardin, n. 1867 - Omallur, † 1932)

## Artisti(2)
- Ignazio Moncada, artista e ceramista italiano (Palermo, n. 1932 - Milano, † 2012)
- Ignazio Perricci, artista, decoratore e scultore italiano (Monopoli, n. 1834 - Napoli, † 1907)

## Attori(7)
- Ignazio Balsamo, attore, doppiatore e produttore cinematografico italiano (Catania, n. 1912 - Catania, † 1994)
- Ignazio Colnaghi, attore, doppiatore e pubblicitario italiano (Milano, n. 1924 - Finale Ligure, † 2017)
- Ignazio Dolce, attore e regista italiano (Palermo, n. 1933 - Roma, † 2010)
- Ignazio Leone, attore italiano (Palermo, n. 1923 - Torino, † 1976)
- Ignazio Lupi, attore italiano (Roma, n. 1867 - Roma, † 1942)
- Ignazio Oliva, attore italiano (Genova, n. 1970)
- Ignazio Spalla, attore italiano (Siena, n. 1924 - † 1995)

## Aviatori(1)
- Ignazio Zanini, aviatore e militare italiano (Corbola, n. 1916 - Cielo del Mediterraneo Centrale, † 1940)

## Avvocati(6)
- Ignazio Chiarelli, avvocato e politico italiano (Mel, n. 1888 - Mel, † 1968)
- Ignazio Ciampi, avvocato, storico e poeta italiano (Roma, n. 1824 - Roma, † 1880)
- Ignazio Di Sortino Specchi Gaetani, avvocato e politico italiano (Naro, n. 1823 - Naro, † 1899)
- Ignazio La Russa, avvocato, magistrato e politico italiano (Catanzaro, n. 1798 - Napoli, † 1873)
- Ignazio La Russa, avvocato, nobile e politico italiano (Catanzaro, n. 1869 - Catanzaro, † 1935)
- Ignazio Laugier, avvocato e politico italiano (Torino, n. 1768 - Torino, † 1811)

## Bassi(1)
- Ignazio Marini, basso italiano (Tagliuno, n. 1811 - Milano, † 1873)

## Bibliotecari(1)
- Ignazio Giorgi, bibliotecario, paleografo e diplomatista italiano (Roma, n. 1849 - Roma, † 1924)

## Calciatori(3)
- Ignazio Gnoffo, ex calciatore italiano (Palermo, n. 1961)
- Ignazio Lulich, calciatore italiano (Monfalcone, n. 1908)
- Ignazio Testa, calciatore italiano

## Cantautori(1)
- Ignazio Scassillo, cantautore, musicista e compositore italiano (Napoli, n. 1972)

## Cardinali(10)
- Ignazio Gaetano Boncompagni Ludovisi, cardinale italiano (Roma, n. 1743 - Bagni di Lucca, † 1790)
- Ignazio Busca, cardinale e nobiluomo italiano (Milano, n. 1731 - Roma, † 1803)
- Ignazio Giovanni Cadolini, cardinale e arcivescovo cattolico italiano (Cremona, n. 1794 - Ferrara, † 1850)
- Ignazio Michele Crivelli, cardinale e arcivescovo cattolico italiano (Cremona, n. 1698 - Milano, † 1768)
- Ignazio Gabriele I Tappouni, cardinale e patriarca cattolico iracheno (Mosul, n. 1879 - Beirut, † 1968)
- Ignazio Mosé I Daoud, cardinale e patriarca cattolico siriano (Meskanè, n. 1930 - Roma, † 2012)
- Ignazio Kung Pin-mei, cardinale e vescovo cattolico cinese (Pudong, n. 1901 - Stamford, † 2000)
- Ignazio Masotti, cardinale italiano (Forlì, n. 1817 - Roma, † 1888)
- Ignazio Nasalli-Ratti, cardinale e arcivescovo cattolico italiano (Parma, n. 1750 - Roma, † 1831)
- Ignazio Persico, cardinale e arcivescovo cattolico italiano (Napoli, n. 1823 - Roma, † 1895)

## Chirurghi(1)
- Ignazio Marino, chirurgo e politico italiano (Genova, n. 1955)

## Chitarristi(1)
- Ignazio Secchi, chitarrista italiano (Sennori, n. 1907 - Sorso, † 1967)

## Ciclisti su strada(1)
- Ignazio Aru, ciclista su strada italiano (Pirri, n. 1937 - Monserrato, † 2020)

## Compositori(8)
- Ignazio Albertini, compositore italiano (Milano, n. 1644 - Vienna, † 1685)
- Ignazio Balbi, compositore italiano (n. 1720 - † 1773)
- Ignazio Celoniati, compositore e violinista italiano (Torino, n. 1730 - Torino, † 1784)
- Ignazio Donati, compositore italiano (Milano, † 1638)
- Ignazio Fiorillo, compositore italiano (Napoli, n. 1715 - Fritzlar, † 1787)
- Ignazio Gerusalemme, compositore italiano (Lecce, n. 1707 - Città del Messico, † 1769)
- Ignazio Pollice, compositore italiano († 1705)
- Ignazio Spergher, compositore e organista italiano (Treviso, n. 1734 - Treviso, † 1808)

## Dirigenti sportivi(1)
- Ignazio Marcoccio, dirigente sportivo e politico italiano (Catania, n. 1913 - Catania, † 2012)

## Economisti(1)
- Ignazio Visco, economista e banchiere italiano (Napoli, n. 1949)

## Filologi(1)
- Ignazio Cazzaniga, filologo classico e latinista italiano (Sampierdarena, n. 1911 - Rapallo, † 1974)

## Francescani(1)
- Ignazio Falzon, francescano maltese (La Valletta, n. 1813 - La Valletta, † 1865)

## Generali(3)
- Ignazio Gibilaro, generale italiano (Agrigento, n. 1961)
- Ignazio Milillo, generale italiano (Sambuca di Sicilia, n. 1914 - Palermo, † 2004)
- Ignazio Pisciotta, generale e scultore italiano (Matera, n. 1883 - Sanremo, † 1977)

## Gesuiti(2)
- Ignazio de Azevedo, gesuita portoghese (Porto, n. 1526 - presso La Palma, † 1570)
- Ignazio Visconti, gesuita italiano (Milano, n. 1682 - Roma, † 1755)

## Giornalisti(3)
- Ignazio Cerasoli, giornalista e scrittore italiano (Capestrano, n. 1849 - Pescara, † 1930)
- Ignazio Ingrao, giornalista e autore televisivo italiano (Roma, n. 1969)
- Ignazio Schino, giornalista, conduttore radiofonico e scrittore italiano (Bari, n. 1925 - Bari, † 2008)

## Giuristi(1)
- Ignazio Marcello Gallo, giurista e politico italiano (Roma, n. 1924 - Torino, † 2023)

## Imprenditori(5)
- Ignazio Cutrò, imprenditore italiano (Bivona, n. 1967)
- Ignazio Florio, imprenditore e politico italiano (Palermo, n. 1838 - Palermo, † 1891)
- Ignazio Florio jr, imprenditore italiano (Palermo, n. 1868 - Palermo, † 1957)
- Ignazio Messina, imprenditore e armatore italiano (Genova, n. 1903 - Genova, † 1982)
- Ignazio Testasecca, imprenditore, politico e filantropo italiano (Caltanissetta, n. 1849 - Caltanissetta, † 1929)

## Ingegneri(2)
- Ignazio Cuomo, ingegnere e architetto italiano (Napoli - Napoli, † 1770)
- Ignazio Michelotti, ingegnere e architetto italiano (Torino, n. 1764 - † 1846)

## Intagliatori(1)
- Ignazio Castorina Canzirri, intagliatore, scultore e artigiano italiano (Acireale - Acireale)

## Inventori(1)
- Ignazio Porro, inventore, ottico e topografo italiano (Pinerolo, n. 1801 - Milano, † 1875)

## Linguisti(1)
- Ignazio Baldelli, linguista e filologo italiano (Civitella d'Arna, n. 1922 - Roma, † 2008)

## Lottatori(1)
- Ignazio Fabra, lottatore italiano (Palermo, n. 1930 - Genova, † 2008)

## Mafiosi(3)
- Ignacio Antinori, mafioso italiano (Santo Stefano Quisquina, n. 1885 - Tampa, † 1940)
- Ignazio Lupo, mafioso italiano (Corleone, n. 1877 - New York, † 1947)
- Ignazio e Antonino Salvo, mafioso italiano (Salemi, n. 1931 - Santa Flavia, † 1992)

## Magistrati(2)
- Ignazio Invernizzi, magistrato e militare italiano (Como, n. 1834 - Magliano Sabino, † 1898)
- Ignazio Marsengo-Bastia, magistrato e politico italiano (Saluzzo, n. 1851 - Torino, † 1910)

## Medici(1)
- Ignazio Cerio, medico, archeologo e naturalista italiano (Giulianova, n. 1840 - Isola di Capri, † 1921)

## Militari(5)
- Ignazio Castrogiovanni, militare e marinaio italiano (Palermo, n. 1896 - Canale di Sicilia, † 1942)
- Ignazio Lanza di Trabia, militare e aviatore italiano (Sorrento, n. 1890 - Talmassons, † 1917)
- Ignazio Ribotti, militare e patriota italiano (Nizza, n. 1809 - Briga, † 1864)
- Ignazio Salaris, militare italiano (Bortigali, n. 1892 - Monte Sief, † 1916)
- Ignazio Vian, militare e partigiano italiano (Venezia, n. 1917 - Torino, † 1944)

## Montatori(1)
- Ignazio Ferronetti, montatore e regista italiano (Roma, n. 1908 - Santhià, † 1984)

## Musicisti(1)
- Ignazio Sgarlata, musicista, compositore e presbitero italiano (Chiusa Sclafani, n. 1917 - Monreale, † 1980)

## Nobili(6)
- Ignazio Alessandro Cozio, nobile italiano (Casale Monferrato, n. 1755 - Salabue, † 1840)
- Ignazio Marchetti Melina, nobile italiano (Torino)
- Ignazio Moncada, nobile e politico italiano (Palermo, n. 1619 - Termini Imerese, † 1689)
- Ignazio Secondo Radicati di Cocconato e Celle, nobile e matematico italiano (Novi Ligure, n. 1717 - Cella Monte, † 1779)
- Ignazio Solaro di Moretta, nobile e diplomatico italiano (Torino, n. 1662 - Torino, † 1743)
- Ignazio Thaon di Revel, nobile e militare italiano (Nizza, n. 1760 - Torino, † 1835)

## Organisti(1)
- Ignazio Candela, organista italiano (Conversano - Conversano)

## Pallanuotisti(1)
- Ignazio Luè, pallanuotista e nuotatore italiano (Milano, n. 1891 - Milano, † 1970)

## Patriarchi cattolici(11)
- Ignazio Michele III Jarweh, patriarca cattolico ottomano (Aleppo, n. 1731 - Charfet, † 1800)
- Ignazio Michele IV Daher, patriarca cattolico ottomano (Aleppo, n. 1761 - Aleppo, † 1822)
- Ignazio Simone II Zora, patriarca cattolico ottomano (Mosul, n. 1754 - Mosul, † 1838)
- Ignazio Pietro VIII Abdel-Ahad, patriarca cattolico siriano (Aleppo, n. 1930 - Gerusalemme, † 2018)
- Ignazio Antonio II Hayek, patriarca cattolico siriano (Aleppo, n. 1910 - Charfet, † 2007)
- Ignazio Behnam II Benni, patriarca cattolico ottomano (Mosul, n. 1831 - Mosul, † 1897)
- Ignazio Antonio I Samheri, patriarca cattolico ottomano (Mosul, n. 1801 - Mardin, † 1864)
- Ignazio Andrea I Akhidjan, patriarca cattolico siriano (Mardin, n. 1622 - Aleppo, † 1677)
- Ignazio Pietro VI Chaahbadine, patriarca cattolico ottomano (Edessa - Adana, † 1702)
- Ignazio Pietro VII Jarweh, patriarca cattolico siriano (Aleppo, n. 1777 - Aleppo, † 1851)
- Ignazio V Cattan, patriarca cattolico libanese (Aleppo - Zouk Mikael, † 1833)

## Patrioti(2)
- Ignazio Guiccioli, patriota e politico italiano (Ravenna, n. 1806 - Venezia, † 1879)
- Ignazio Lampiasi, patriota, medico e politico italiano (Salemi, n. 1832 - Trapani, † 1906)

## Personaggi televisivi(1)
- Ignazio Moser, personaggio televisivo, ex ciclista su strada e pistard italiano (Trento, n. 1992)

## Piloti automobilistici(1)
- Ignazio Giunti, pilota automobilistico italiano (Roma, n. 1941 - Buenos Aires, † 1971)

## Pittori(7)
- Ignazio Affanni, pittore italiano (Parma, n. 1828 - Borgo San Donnino, † 1889)
- Ignazio Fumagalli, pittore e incisore italiano (Milano, n. 1778 - Milano, † 1842)
- Ignazio Gadaleta, pittore italiano (Molfetta, n. 1958)
- Ignazio Hugford, pittore e restauratore italiano (Pisa, n. 1703 - Firenze, † 1778)
- Ignazio Lavagna Fieschi, pittore italiano (Reggio Calabria, n. 1814 - Reggio Calabria, † 1871)
- Ignazio Lucibello, pittore italiano (Amalfi, n. 1904 - Roma, † 1970)
- Ignazio Nicoli, pittore e incisore italiano (Costa Volpino, n. 1921 - Leffe, † 1989)

## Poeti(1)
- Ignazio Buttitta, poeta italiano (Bagheria, n. 1899 - Bagheria, † 1997)

## Politici(26)
- Ignazio Abrignani, politico italiano (Marsala, n. 1958)
- Ignazio Angioni, politico italiano (Cagliari, n. 1967)
- Ignazio Aymerich di Laconi, politico italiano (Cagliari, n. 1808 - Cagliari, † 1881)
- Ignazio Boncompagni Ludovisi, politico italiano (Roma, n. 1845 - Roma, † 1913)
- Ignazio Caruso, politico italiano (Acerra, n. 1916 - Ischia, † 1997)
- Ignazio Cassis, politico e medico svizzero (Sessa, n. 1961)
- Ignazio Corrao, politico italiano (Roma, n. 1984)
- Ignazio Costa della Torre, politico e magistrato italiano (Asti, n. 1789 - Torino, † 1872)
- Ignazio De Genova di Pettinengo, politico e generale italiano (Biella, n. 1813 - Moncalieri, † 1896)
- Ignazio Filì Astolfone, politico italiano (Bompietro, n. 1836 - Roma, † 1924)
- Ignazio Genuardi, politico italiano (Comitini, n. 1819 - Acireale, † 1883)
- Ignazio La Russa, politico italiano (Paternò, n. 1947)
- Ignazio Lodato, politico italiano (Eboli, n. 1886 - † 1953)
- Ignazio Manunza, politico italiano (Oristano, n. 1940 - Oristano, † 2006)
- Ignazio Messina, politico italiano (Palermo, n. 1964)
- Ignazio Mineo, politico italiano (Bagheria, n. 1924 - Bagheria, † 1984)
- Ignazio Alessandro Pallavicini, politico italiano (Milano, n. 1800 - Genova, † 1871)
- Ignazio Adolfo Parodi, politico e ingegnere italiano (n. 1815 - † 1886)
- Ignazio Petrone, politico italiano (Pignola, n. 1915 - † 1981)
- Ignazio Pirastu, politico italiano (Tortolì, n. 1921 - Roma, † 2011)
- Ignazio Prinetti, politico italiano (Milano, n. 1814 - Milano, † 1867)
- Ignazio Vincenzo Senese, politico italiano (Sora, n. 1918 - Sora, † 2014)
- Ignazio Serra, politico e avvocato italiano (Roma, n. 1903 - Cagliari, † 1980)
- Ignazio Tonelli, politico italiano (Montefiorino, n. 1804)
- Ignazio Trombotto, politico italiano (San Secondo di Pinerolo, n. 1815 - † 1867)
- Ignazio Zullo, politico italiano (Cassano delle Murge, n. 1959)

## Presbiteri(8)
- Eustachio Ignazio Capizzi, presbitero, scrittore e teologo italiano (Bronte, n. 1708 - Palermo, † 1783)
- Ignazio Falconieri, presbitero italiano (Monteroni di Lecce, n. 1755 - Napoli, † 1799)
- Ignazio Galli, presbitero, meteorologo e sismologo italiano (Velletri, n. 1841 - Roma, † 1920)
- Ignazio Gozadinos, presbitero greco (Citno, n. 1716 - Mariupol', † 1786)
- Ignazio da Santhià, presbitero italiano (Santhià, n. 1686 - Torino, † 1770)
- Ignazio Knoblecher, prete, missionario e esploratore sloveno (Škocjan, n. 1819 - Napoli, † 1858)
- Ignazio Lupi, presbitero e teologo italiano (Bergamo, n. 1585 - Bergamo, † 1659)
- Ignazio Provenza, presbitero e militare italiano (Alcamo, n. 1911 - Enfidaville, † 1943)

## Pugili(1)
- Ignazio Stella, pugile italiano (Fiume, n. 1907 - Milano, † 1977)

## Religiosi(4)
- Ignazio Cumbo, religioso e poeta italiano (Reggio Calabria - Reggio Calabria, † 1686)
- Ignazio di Loyola, religioso e militare spagnolo (Loyola, n. 1491 - Roma, † 1556)
- Ignazio da Laconi, religioso e santo italiano (Laconi, n. 1701 - Cagliari, † 1781)
- Ignazio Isler, religioso, scrittore e poeta italiano (Torino, n. 1702 - Torino, † 1788)

## Saggisti(1)
- Ignazio Cantù, saggista italiano (Brivio, n. 1810 - Monza, † 1877)

## Scacchisti(2)
- Ignazio Calvi, scacchista e compositore di scacchi italiano (Reggio nell'Emilia, n. 1797 - Finale Emilia, † 1872)
- Ignazio Fiore, scacchista italiano (Palermo, n. 1903 - Cosenza, † 1954)

## Scrittori(5)
- Ignazio Ciaia, scrittore italiano (Fasano, n. 1766 - Napoli, † 1799)
- Ignazio Delogu, scrittore e traduttore italiano (Alghero, n. 1928 - Bitonto, † 2011)
- Ignazio Drago, scrittore italiano (Naso, n. 1902 - Pesaro, † 1991)
- Ignazio Giorgi, scrittore, poeta e traduttore dalmata (Ragusa di Dalmazia, n. 1675 - † 1737)
- Ignazio Silone, scrittore, giornalista e politico italiano (Pescina, n. 1900 - Ginevra, † 1978)

## Scultori(5)
- Ignazio Buceti, scultore italiano (Messina)
- Ignazio Collino, scultore italiano (Torino, n. 1724 - Torino, † 1793)
- Ignazio Jacometti, scultore italiano (Roma, n. 1819 - Roma, † 1883)
- Ignazio Marabitti, scultore italiano (Palermo, n. 1719 - Palermo, † 1797)
- Ignazio Villa, scultore e pittore italiano (Milano, n. 1813 - Roma, † 1895)

## Sportivi(1)
- Ignazio Majo Pagano, sportivo italiano (Palermo, n. 1876 - Palermo, † 1961)

## Storici(6)
- Ignazio De Blasi, storico italiano (Alcamo, n. 1717 - Alcamo, † 1783)
- Ignazio Carlo Gavini, storico e architetto italiano (Roma, n. 1867 - Roma, † 1936)
- Ignazio Guidi, storico, politico e ebraista italiano (Roma, n. 1844 - Roma, † 1935)
- Ignazio Masulli, storico italiano (Potenza, n. 1942)
- Ignazio Nigrelli, storico, saggista e ambientalista italiano (Leonforte, n. 1926 - Piazza Armerina, † 2000)
- Ignazio Orsini, storico e numismatico italiano (Firenze, † 1770)

## Tenori(1)
- Ignazio Pasini, tenore italiano (Colombaro, n. 1796 - Colombaro, † 1875)

## Vescovi(2)
- Ignazio di Antiochia, vescovo e teologo siro
- Ignazio I, vescovo e santo bizantino (Costantinopoli, n. 797 - Costantinopoli, † 877)

## Vescovi cattolici(10)
- Ignazio d'Amico, vescovo cattolico italiano (Catania - Agrigento, † 1668)
- Ignazio Clemente Delgado, vescovo cattolico e missionario spagnolo (Villafeliche, n. 1761 - Nam Định, † 1838)
- Ignazio Greco, vescovo cattolico italiano (Catanzaro, n. 1760 - Oppido Mamertina, † 1821)
- Ignazio IV Sarrouf, vescovo cattolico e patriarca cattolico siriano (Damasco, n. 1742 - † 1812)
- Ignazio Montemagno, vescovo cattolico italiano (Caltagirone, n. 1768 - Contessa Entellina, † 1839)
- Ignazio Monterisi, vescovo cattolico italiano (Barletta, n. 1860 - Barletta, † 1913)
- Carlo Vittore Papardo, vescovo cattolico italiano (Messina, n. 1817 - † 1874)
- Ignazio Roero Sanseverino, vescovo cattolico italiano (Torino, n. 1704 - Novara, † 1756)
- Ignazio Zambito, vescovo cattolico italiano (Santo Stefano Quisquina, n. 1942)
- Ignazio Zuccaro, vescovo cattolico italiano (Palermo, n. 1839 - Palermo, † 1913)

## Senza attività specificata(6)
- Ignazio Aloisi, italiano (Messina, n. 1946 - Messina, † 1991)
- Ignazio Giacomo III, iracheno (Bartella, n. 1913 - Damasco, † 1980)
- Ignazio Efrem II Rahmani (Mosul, n. 1848 - Il Cairo, † 1929)
- Ignazio Giorgio V Chelhot, ottomano (Aleppo, n. 1818 - Aleppo, † 1891)
- Ignazio Filippo I Arkousse (Diyarbakır, n. 1827 - Mardin, † 1874)
- Ignazio Zakka I Iwas, iracheno (Mosul, n. 1931 - Kiel, † 2014)